# Berkoukes
Il Berkoukes (in arabo بركوكش‎?) è una specialità culinaria tipica del Maghreb simile al cuscus, costituito da granelli grossi di semola di frumento cotti a vapore.